# Ionela Viorela Dobrică
Ionela Viorela Dobrică (n. 18 iunie 1989, Buzău, România) este o fostă deputată română, aleasă în legislatura 2016-2020.  